# Талько-Гринцевич, Юлиан
Юлиан Доминикович Талько-Гринцевич (пол. Julian Talko-Hryncewicz; 11 августа 1850, имение Рушканы, Россиенский уезд, Ковенская губерния, Российская империя — 26 апреля 1936, Краков, II Речь Посполитая) — польский антрополог и врач литовского происхождения, один из основателей польской антропологии. Профессор кафедры физической антропологии Ягеллонского университета.

## Ранние годы, происхождение и образование
Из древнего польского рода Талько-Гринцевичей герба Иглов, с давних пор осевшего в Литве и владевшего землями в Мариампольском, в Ковенском и Трокском уездах. Родился в родовом имении Рукшаны от отца Доминика Талько-Гринцевич и матери Леокадии, дочери врача Адама Фишера. Вскоре умер его отец, а 2 ноября 1864 года — и мать. Воспитанием сироты занялась его бабка — строгая и набожная Домицена Фишер (урождённая Дворжецкая). После восстания 1863—1864 годов имение Рукшаны было конфисковано российскими властями.
Учился в российской гимназии в Ковно, однако покинул её в шестом классе из-за усилившейся антипольской политики правительства. В 1869 году Юлиан покинул Ковно и направился к дяде Болеславу Фишеру в Петербург. В Петербурге окончил частную гимназию и на следующий год, не сумев поступить в Варшавский университет, поступил в Петербургскую Медицинско-хирургическую Академию. В 1872 году из-за болезни перевёлся на врачебный факультет Киевского университета, который окончил в феврале 1876 года.
После окончания учёбы работал врачом в Звенигородка на Украине, но вскоре решил продолжить образование за границей. Побывал во многих городах Европы (Львове, Кракове, Праге, Париже, Страсбурге, Монако, Вене), параллельно изучая врачебное дело развитых государств. В Париже оказался среди первых учеников Пауля Пьера Брока — основателя современной антропологии. Посещал лекции Брока «о человеке и его культуре» и, впоследствии, очень тепло о нём отзывался. Молодой исследователь был сильнейшим образом впечатлён новой наукой и знаниями полученными в Парижской Антропологической школе.

## «Научное путешествие» по Литве
Вернувшись в Звенигородку, исправно исполнял обязанности врача. Именно в это время начались его первые научные изыскания. Печатал статьи о врачебном деле в Варшавской газете «Gazeta Lekarska», публицистические очерки в «Gazeta Warszawska», «Prawda», «Przegląd Tygodniowy». Участвовал в археологических раскопках скифских курганов в Рыжановке (Звенигородский уезд). Именно в Звенигородке начались многолетние исследования в области антропологии. В 1900 году Талько-Гринцевич вынужденно покинул Звенигородку в связи к огромными долгами, оставшимися после смерти родственников.
После отъезда он посетил множество так называемых Кресов и начал позиционировать себя как «кресовый» учёный. Занимался антропологическими исследованиями украинцев, полешуков, «потомков древних Ядзвингов» (ятвягов), белорусов, литовцев, караимов и других народностей, населявших Кресы.
Летом 1891 года, навещая свою двоюродную сестру Юлию Шабуневич (урождённая Талько-Гринцевич), познакомился с её дочерью Кристиной, на которой вскоре и женился. Супружество оказалось счастливым, об этом вспоминал с сердечной откровенностью:
«В жене я нашел верную подругу и товарища по работе, разделяющую со мной  печали и радости […], удачи и беды скитальческой жизни».

## Сибирь
Имея некоторые связи в Петербурге, Талько-Гринцевич добился своего назначения на должность врача в Троицкосавске в Забайкалье, который привлекал его с точки зрения антропологических исследований".
20 апреля 1892 года Юлиан с женой покинули Литву, заехав предварительно в Варшаву. С целью завести полезные для будущего исследования знакомства, побывали Москве и Иркутске, где были получены ценные инструкции от антропологов Д. Н. Анучина, А. П. Богданова, А. Ивановского, Дм. Клеменца, которые, по утверждению самого Талько-Гринцевича, ответственны «за правильное направление моих работ в Сибири».
Во время пребывания в Сибири (1892—1908) проявлял большую активность в различных областях, врачевал, занимаясь вопросами, связанными с жизнью города, исследовал коренные народы Сибири, активно занимался археологией. С 1899 года по 1908 год работал окружным врачом в Троицкосавске. Был одним из инициаторов создания Кяхтинского краеведческого музея. Возглавлял Троицкосавско-Кяхтинского отделение РГО, открытое в Кяхте 13 июля 1894 года.
Опубликованные статьи и работы были хорошо встречены российской наукой. Географическое общество в Петербурге в 1904 году наградило польского исследователя большой золотой медалью.
Весной 1902 года Талько-Гринцевичу был предоставлен полугодичный отпуск, который он провёл на родине, посещая многие центры польской учёности (Краков, Варшаву и другие). Возвращаясь в Сибирь, посетил Москву, где представил на суд учёной общественности работу «Материалы к антропологии народов Средней Азии», касающуюся бурятов, монголов и тунгусов, за что получил денежную премию и золотую медаль имени Расцветова от Московского общества любителей природы, антропологии и этнографии.
В Сибирь учёный вернулся не в лучшем настроении: после посещения родины жить вдалеке от неё стало ещё труднее. К тому же условия резко ухудшились после начала русско-японской войны. Последние годы пребывания в Сибири омрачились достаточно серьёзной болезнью. В конце мая 1908 года после 16 лет пребывания на чужбине Талько-Гринцевич покинул Троицкосавск.

## Кафедра антропологии Ягеллонского университета
Ещё живя в Сибири, Талько-Гринцевич неоднократно получал письма от друзей, которые обещали выхлопотать для него место декана кафедры антропологии в Ягеллонском университете. Кафедра была открыта 12 августа 1908 года стараниями историка и этнолога Карла Подканского, поддержку также оказали Тадеуш Брович, Наполеон Цибульский, Генрих Фердинанд Гойер, Эдвард Янчевский, Владислав Натансон, профессор Людвиг Цвиклинский и Витольд Корытовский. Так Талько-Гринцевич начал преподавательскую деятельность, к которой, по его словам, был совершенно не готов (за 16 лет жизни вдали от родины он уже стал забывать польский язык).
Учёный не оставлял и исследовательскую деятельность. В 1910—1914 годах он собрал обширный материал, касающийся гуралов Подгалья, посвящая этой этнической группе ценные научные труды. Также занимался изучением исторической Литвы, особенно околиц Лиды. Совместно с этнографом и археологом Вандалином Шукевичем исследовали кладбище в местности Ланкишки, представляющее «этнографическую границу народности литовской и белорусской».

## Первая мировая война
Война застала супругов в Петербурге. Границы были закрыты, и в австрийский Краков пути не было. При помощи бурятской общественности, которая хорошо знала Талько-Гринцевича, он возглавил Бурятский петроградский лазарет (1915—1917). Когда были организованы Польские высшие курсы, приступил к преподаванию общей антропологии.
28 июля 1917 года супруги перебираются в Киев, где было много поляков. 12 октября 1917 года в Киеве был открыт Польский университетский колледж, и профессор Талько-Гринцевич выступил с рефератом «Киев и польская культура». В новом учебном заведении преподавал антропологию и анатомию. Ночью 26 марта 1918 года им с женой удалось покинуть Киев и добраться до Кракова.

## Последние годы
После возвращения в Краков вернулся к преподаванию в Ягеллонском университете. Активно занимался наукой, 3 июня 1918 года прочитал обширный отчёт «О трепанированных черепах XIV—XVI вв. в захоронениях в Ланкишках под Начей на Литве». Организовал факультет антропологии в Университете Стефана Батория в Вильно, однако вскоре вынужден был покинуть Вильно. Уже на пенсии ему было присвоено звание почётного профессора. Исследовал «антропологически восточных белорусов Вязинской гмины в Вилейском повете». Занимался также гуралами, кашубами, татарами, жителями Кракова. В 1927 году была издана его работа «Современные краковьяки. Антропологические изучения […]», принесшая Талько-Гринцевичу награду президента Кракова Кароля Ролле.
В последние годы жизни силы профессора пошли на убыль. Юлиан Талько-Гринцевич умер 26 апреля 1936 года, похоронен на Раковецком кладбище. Его жена Кристина Анна Ирена Талько-Гринцевич умерла 17 января 1939 года в возрасте 76 лет, похоронена рядом с мужем.

## Автор трудов
- В 1898—1905 годах регулярно публиковал статьи в Трудах Троицкосавско-Кяхтинского отделения РГО.
- «Народы Центральной Азии». 1908 год. Издано на польском языке.
- После 1908 года продолжал писать статьи для Трудов Троицкосавско-Кяхтинского отделения РГО. За все время в этом издании было опубликовано несколько десятков его статей.